# Gothia Cup 2016
La Gothia Cup será la 41.ª edición del prestigioso y mundialmente reconocido torneo de fútbol juvenil. Se llevará a cabo en el mes de julio y contará con la participación de 1674 equipos de 81 países diferentes. Academias y escuelas presentarán sus equipos; es necesario destacar que cada academia/escuela puede presentar ilimitadas cantidades de equipos en cualquier categoría, a saber: B11, B12, B13, B14, B15, B16, B17, B18, G12, G13, G14, G15, G16, G17 y G18.

## Boys 11
Zona 1
| Equipo                | Pts | PJ | PG | PE | PP |
| --------------------- | --- | -- | -- | -- | -- |
| IFK Goteborg 1        | 0   | 0  | 0  | 0  | 0  |
| Euro Soccer Academy 1 | 0   | 0  | 0  | 0  | 0  |
| Segeltorps IF         | 0   | 0  | 0  | 0  | 0  |
| Cantolao AD           | 0   | 0  | 0  | 0  | 0  |

Zona 2
| Equipo              | Pts | PJ | PG | PE | PP |
| ------------------- | --- | -- | -- | -- | -- |
| GAIS                | 0   | 0  | 0  | 0  | 0  |
| Makati FC           | 0   | 0  | 0  | 0  | 0  |
| TuS Freiberg        | 0   | 0  | 0  | 0  | 0  |
| CA Intercups México | 0   | 0  | 0  | 0  | 0  |

Zona 3
| Equipo             | Pts | PJ | PG | PE | PP |
| ------------------ | --- | -- | -- | -- | -- |
| Romelanda UF       | 0   | 0  | 0  | 0  | 0  |
| Helsingborgs IF 2  | 0   | 0  | 0  | 0  | 0  |
| Sport 4 All        | 0   | 0  | 0  | 0  | 0  |
| Sunrise Football 1 | 0   | 0  | 0  | 0  | 0  |

Zona 4
| Equipo               | Pts | PJ | PG | PE | PP |
| -------------------- | --- | -- | -- | -- | -- |
| Näsets SK 1          | 0   | 0  | 0  | 0  | 0  |
| Azzurri              | 0   | 0  | 0  | 0  | 0  |
| US CREPY EN VALOIS 1 | 0   | 0  | 0  | 0  | 0  |
| Ligi Ndogo SC 1      | 0   | 0  | 0  | 0  | 0  |

Zona 5
| Equipo               | Pts | PJ | PG | PE | PP |
| -------------------- | --- | -- | -- | -- | -- |
| V. Frölunda IF       | 0   | 0  | 0  | 0  | 0  |
| Fc Franconville PB 1 | 0   | 0  | 0  | 0  | 0  |
| Jordan Knights FA    | 0   | 0  | 0  | 0  | 0  |
| Ligi Ndogo SC 2      | 0   | 0  | 0  | 0  | 0  |

Zona 6
| Equipo                | Pts | PJ | PG | PE | PP |
| --------------------- | --- | -- | -- | -- | -- |
| Näsets SK 2           | 0   | 0  | 0  | 0  | 0  |
| Palokan Riento Yellow | 0   | 0  | 0  | 0  | 0  |
| MTV Treubund Lüneburg | 0   | 0  | 0  | 0  | 0  |
| UKS RONA 03           | 0   | 0  | 0  | 0  | 0  |

Zona 7
| Equipo                      | Pts | PJ | PG | PE | PP |
| --------------------------- | --- | -- | -- | -- | -- |
| Södra Skärgården IK         | 0   | 0  | 0  | 0  | 0  |
| Palokan Riento Black        | 0   | 0  | 0  | 0  | 0  |
| Sondrio Calcio A.S Costiera | 0   | 0  | 0  | 0  | 0  |
| FC Ajax - Tallinn           | 0   | 0  | 0  | 0  | 0  |

Zona 8
| Equipo                    | Pts | PJ | PG | PE | PP |
| ------------------------- | --- | -- | -- | -- | -- |
| Hovås-Billdal IF 1        | 0   | 0  | 0  | 0  | 0  |
| US CREPY EN VALOIS 2      | 0   | 0  | 0  | 0  | 0  |
| Fornebu FK                | 0   | 0  | 0  | 0  | 0  |
| Footgeneration FA Algarve | 0   | 0  | 0  | 0  | 0  |

Zona 9
| Equipo              | Pts | PJ | PG | PE | PP |
| ------------------- | --- | -- | -- | -- | -- |
| Örgryte IS Blue     | 0   | 0  | 0  | 0  | 0  |
| Prep School Pumas 2 | 0   | 0  | 0  | 0  | 0  |
| Sunrise Football 2  | 0   | 0  | 0  | 0  | 0  |
| Tyre FA             | 0   | 0  | 0  | 0  | 0  |

Zona 10
| Equipo              | Pts | PJ | PG | PE | PP |
| ------------------- | --- | -- | -- | -- | -- |
| KF Velebit 1        | 0   | 0  | 0  | 0  | 0  |
| Markham School      | 0   | 0  | 0  | 0  | 0  |
| Lizzy Football Club | 0   | 0  | 0  | 0  | 0  |
| F-17 Academy        | 0   | 0  | 0  | 0  | 0  |

Zona 11
| Equipo                         | Pts | PJ | PG | PE | PP |
| ------------------------------ | --- | -- | -- | -- | -- |
| BK Bifrost                     | 0   | 0  | 0  | 0  | 0  |
| Arsenal Soccer School Hants FC | 0   | 0  | 0  | 0  | 0  |
| JBST International Soccer Club | 0   | 0  | 0  | 0  | 0  |
| La Academia FC                 | 0   | 0  | 0  | 0  | 0  |

Zona 12
| Equipo              | Pts | PJ | PG | PE | PP |
| ------------------- | --- | -- | -- | -- | -- |
| Kärra KIF 2         | 0   | 0  | 0  | 0  | 0  |
| ADC Proença-a-Nova  | 0   | 0  | 0  | 0  | 0  |
| Prep School Lions 3 | 0   | 0  | 0  | 0  | 0  |
| Beirut FAC          | 0   | 0  | 0  | 0  | 0  |

Zona 13
| Equipo         | Pts | PJ | PG | PE | PP |
| -------------- | --- | -- | -- | -- | -- |
| Solängens BK 1 | 0   | 0  | 0  | 0  | 0  |
| Legends FC     | 0   | 0  | 0  | 0  | 0  |
| Chungmu        | 0   | 0  | 0  | 0  | 0  |
| F.C. Beirut    | 0   | 0  | 0  | 0  | 0  |

Zona 14
| Equipo               | Pts | PJ | PG | PE | PP |
| -------------------- | --- | -- | -- | -- | -- |
| KF Velebit 2         | 0   | 0  | 0  | 0  | 0  |
| Prep School Pumas 1  | 0   | 0  | 0  | 0  | 0  |
| Fc Franconville PB 2 | 0   | 0  | 0  | 0  | 0  |
| Groseko K.E.         | 0   | 0  | 0  | 0  | 0  |

Zona 15
| Equipo                     | Pts | PJ | PG | PE | PP |
| -------------------------- | --- | -- | -- | -- | -- |
| IFK Lidingö FK             | 0   | 0  | 0  | 0  | 0  |
| IF Väster 2                | 0   | 0  | 0  | 0  | 0  |
| International SA           | 0   | 0  | 0  | 0  | 0  |
| Alexandria Sporting Club 1 | 0   | 0  | 0  | 0  | 0  |

Zona 16
| Equipo                     | Pts | PJ | PG | PE | PP |
| -------------------------- | --- | -- | -- | -- | -- |
| Älvängens IK               | 0   | 0  | 0  | 0  | 0  |
| IFK Göteborg 2             | 0   | 0  | 0  | 0  | 0  |
| JSSL Arsenal Singapore 1   | 0   | 0  | 0  | 0  | 0  |
| Ooredoo Football Academy 1 | 0   | 0  | 0  | 0  | 0  |
| SC Nienstedten             | 0   | 0  | 0  | 0  | 0  |

Zona 17
| Equipo                     | Pts | PJ | PG | PE | PP |
| -------------------------- | --- | -- | -- | -- | -- |
| Örgryte IS Red             | 0   | 0  | 0  | 0  | 0  |
| Prep School Lions 2        | 0   | 0  | 0  | 0  | 0  |
| JSSL Arsenal Singapore 2   | 0   | 0  | 0  | 0  | 0  |
| Alexandria Sporting Club 2 | 0   | 0  | 0  | 0  | 0  |

Zona 18
| Equipo               | Pts | PJ | PG | PE | PP |
| -------------------- | --- | -- | -- | -- | -- |
| IFK Hindås           | 0   | 0  | 0  | 0  | 0  |
| Prep School Lions 1  | 0   | 0  | 0  | 0  | 0  |
| NSA                  | 0   | 0  | 0  | 0  | 0  |
| L's Football Academy | 0   | 0  | 0  | 0  | 0  |
| Jonsereds IF         | 0   | 0  | 0  | 0  | 0  |

Zona 19
| Equipo                    | Pts | PJ | PG | PE | PP |
| ------------------------- | --- | -- | -- | -- | -- |
| Solängens BK 2            | 0   | 0  | 0  | 0  | 0  |
| IFK Stocksund 1           | 0   | 0  | 0  | 0  | 0  |
| Puteaux CSM               | 0   | 0  | 0  | 0  | 0  |
| Gameday Academy Bangalore | 0   | 0  | 0  | 0  | 0  |

Zona 20
| Equipo                          | Pts | PJ | PG | PE | PP |
| ------------------------------- | --- | -- | -- | -- | -- |
| Kreis Aurich, NFV               | 0   | 0  | 0  | 0  | 0  |
| BK Häcken 1                     | 0   | 0  | 0  | 0  | 0  |
| FK CSIKSZEREDA                  | 0   | 0  | 0  | 0  | 0  |
| Helsingborgs IF 1               | 0   | 0  | 0  | 0  | 0  |
| BSB Bourgeons Sportifs de Batna | 0   | 0  | 0  | 0  | 0  |

Zona 21
| Equipo                            | Pts | PJ | PG | PE | PP |
| --------------------------------- | --- | -- | -- | -- | -- |
| BK Häcken 2                       | 0   | 0  | 0  | 0  | 0  |
| Euro Soccer Academy 2             | 0   | 0  | 0  | 0  | 0  |
| Accademia I.C.                    | 0   | 0  | 0  | 0  | 0  |
| BSB Bourgeons Sportifs de Batna 2 | 0   | 0  | 0  | 0  | 0  |

Zona 22
| Equipo          | Pts | PJ | PG | PE | PP |
| --------------- | --- | -- | -- | -- | -- |
| Kärra KIF 1     | 0   | 0  | 0  | 0  | 0  |
| IFK Stocksund 3 | 0   | 0  | 0  | 0  | 0  |
| FC Bangkok      | 0   | 0  | 0  | 0  | 0  |
| Asre            | 0   | 0  | 0  | 0  | 0  |

Zona 23
| Equipo                   | Pts | PJ | PG | PE | PP |
| ------------------------ | --- | -- | -- | -- | -- |
| JSC Pitray-Olier Paris 2 | 0   | 0  | 0  | 0  | 0  |
| IF Väster 1              | 0   | 0  | 0  | 0  | 0  |
| Tekkers Academy Bahrain  | 0   | 0  | 0  | 0  | 0  |
| IF Brommapojkarna        | 0   | 0  | 0  | 0  | 0  |

Zona 24
| Equipo                      | Pts | PJ | PG | PE | PP |
| --------------------------- | --- | -- | -- | -- | -- |
| Hovås-Billdal IF 2          | 0   | 0  | 0  | 0  | 0  |
| Hammarby IF FF              | 0   | 0  | 0  | 0  | 0  |
| KFV Segeberg 1              | 0   | 0  | 0  | 0  | 0  |
| JSC Pitray-Olier Paris Blue | 0   | 0  | 0  | 0  | 0  |

Zona 25
| Equipo                       | Pts | PJ | PG | PE | PP |
| ---------------------------- | --- | -- | -- | -- | -- |
| Lindome GIF 2                | 0   | 0  | 0  | 0  | 0  |
| Performance Football Academy | 0   | 0  | 0  | 0  | 0  |
| Match Sport                  | 0   | 0  | 0  | 0  | 0  |
| KFV Segeberg 2               | 0   | 0  | 0  | 0  | 0  |

Zona 26
| Equipo          | Pts | PJ | PG | PE | PP |
| --------------- | --- | -- | -- | -- | -- |
| FC Boo 1        | 0   | 0  | 0  | 0  | 0  |
| Kungsbacka IF 1 | 0   | 0  | 0  | 0  | 0  |
| AC Gessate      | 0   | 0  | 0  | 0  | 0  |
| JDFS Alberts    | 0   | 0  | 0  | 0  | 0  |

Zona 27
| Equipo                        | Pts | PJ | PG | PE | PP |
| ----------------------------- | --- | -- | -- | -- | -- |
| Lindome GIF 1                 | 0   | 0  | 0  | 0  | 0  |
| TSV Lämmerspiel               | 0   | 0  | 0  | 0  | 0  |
| Nacka FC                      | 0   | 0  | 0  | 0  | 0  |
| Arsenal Soccer School Afidnon | 0   | 0  | 0  | 0  | 0  |

Zona 28
| Equipo                   | Pts | PJ | PG | PE | PP |
| ------------------------ | --- | -- | -- | -- | -- |
| JSC Pitray-Olier Paris 1 | 0   | 0  | 0  | 0  | 0  |
| Kungsbacka IF 2          | 0   | 0  | 0  | 0  | 0  |
| FC Spartak Novosibirsk   | 0   | 0  | 0  | 0  | 0  |
| FC Boo 2                 | 0   | 0  | 0  | 0  | 0  |

## Boys 14
- Datos: Q25410315